# Franco Bignotti
Franco Bignotti  (* 1930 in Cellatica, Provinz Brescia, Italien; † 16. Februar 1991 in Mailand, Provinz Mailand, Italien) war ein italienischer Comiczeichner. 

## Leben und Werk
Nach dem Besuch der Accademia di Belle Arti di Brera begann Bignotti eine Laufbahn als Grafiker und Illustrator. Seine erste Comicveröffentlichung war die Serie Il Piccolo Centauro aus dem Jahr 1951. Die Texte dazu stammten von Gian Giacomo Dalmasso, mit dem zusammen Bignotti in den Jahren 1952 bis 1955 den Western-Comic El Bravo gestaltete. Im Jahr 1956 begann er seine Tätigkeit für das Verlagshaus Bonelli. In Zusammenarbeit mit Giovanni Luigi Bonelli entstand die Serie Hondo, zusammen mit dessen Sohn Sergio die Serie Un Regazzo nel Far West. In den 1960er-Jahren zeichnete Bignotti Serien wie Gun Flint, Capitan Miki und Il grande Blek. Seit dem Jahr 1970 war er an Il Piccolo Ranger beteiligt. Darüber hinaus arbeitete er an den Comicserien Zagor, Martin Mystère und Mister No mit.
Auf Deutsch sind von Bignotti die Western-Serien El Bravo Hondo sowie die El-Bravo-Nachfolge-Serie Marco veröffentlicht worden. Sie erschienen in den 1950er- und 1960er-Jahren im Walter Lehning Verlag. El Bravo wurde im Norbert Hethke Verlag nachgedruckt.